# Conferencia Internacional sobre la Situación en Venezuela
La Conferencia Internacional sobre la Situación en Venezuela fue una reunión internacional que tuvo lugar en Montevideo (Uruguay) el 7 de febrero de 2019, durante la cual se formó el Grupo de Contacto Internacional sobre Venezuela para abordar la crisis presidencial venezolana de 2019. Fue patrocinado conjuntamente por los gobiernos de México y Uruguay. Además de México y Uruguay, los países participantes incluyeron Francia, Reino Unido, Alemania, Italia, Países Bajos, Portugal, España, Suecia, Bolivia, Costa Rica y Ecuador.

## Antecedentes
La conferencia fue anunciada el 30 de enero de 2019 y, según un comunicado emitido por el Ministerio de Relaciones Exteriores de Uruguay, fue en respuesta al llamado general para el diálogo emitido por el secretario general de las Naciones Unidas, António Guterres, en relación con la crisis presidencial venezolana de 2019. El anuncio de la conferencia siguió a una declaración anterior de México y Uruguay en la que se negaron a respaldar la posición adoptada por otros estados de Mercosur y el Grupo de Lima que reconocieron la pretensión a la presidencia de Venezuela hecha por Juan Guaidó y en su lugar pidió un "nuevo proceso de negociaciones inclusivas y creíbles con pleno respeto por el estado de derecho y los derechos humanos".
Según el anuncio inicial de sus patrocinadores, la conferencia debía estar abierta a las delegaciones de los estados que habían tomado una posición "neutral" con respecto a la situación en Venezuela. Desde entonces, se ha descrito que la conferencia tenía el propósito de formar un grupo de contacto.

### Respuesta internacional
El gobierno de México inicialmente indicó que anticipaba la asistencia de representantes de 10 países. Según un informe de France 24 del 4 de febrero, los países participantes, además de México y Uruguay, incluirían a Francia, el Reino Unido, Alemania, Italia, Países Bajos, Portugal, España, Suecia, Bolivia, Costa Rica y Ecuador.
Según el Ministerio de Relaciones Exteriores de Venezuela, el presidente de Venezuela, Nicolás Maduro, dio la bienvenida a "esta iniciativa y reitera que el diálogo es la única forma de resolver las disputas".
Según una declaración publicada en la cuenta oficial de Twitter del presidente de Bolivia, Evo Morales, luego de la noticia de la conferencia, " Bolivia elogia y se une a la iniciativa de los países hermanos México y Uruguay".
Hablando el día después del anuncio de la conferencia, la representante del Ministerio de Relaciones Exteriores de Rusia, Maria Zakharova, dijo que Rusia aún estaba evaluando "los parámetros de la conferencia".
El 31 de enero, el portavoz del Secretario General de las Naciones Unidas, Stephane Dujarric, confirmó que la ONU estaba al tanto de la conferencia y planeaba organizar una reunión en la sede de las Naciones Unidas para discutir la propuesta. En un anuncio posterior, los representantes de las Naciones Unidas dijeron que no participarían en la conferencia.
El día anterior a la conferencia, el 6 de febrero, Estados Unidos y otras 20 naciones convocaron una reunión por separado en Ottawa (Canadá), en la que emitieron una declaración conjunta en la que reafirmaron su reconocimiento de la pretensión de Guaidó a la presidencia venezolana.
Por su parte, Guaidó agradeció la "buena voluntad" de México y Uruguay, pero dijo que no iría a la conferencia. "Bienvenidos los que se quieran reunir y aportar soluciones, pero nosotros no vamos a participar ahí", dijo en una rueda de prensa el 4 de febrero en las afueras de la Asamblea Nacional de Venezuela, en Caracas. También descartó ser parte de un diálogo con el gobierno de Maduro. Guaidó reiteró que la agenda de la oposición "está bastante definida" y "contiene 3 pasos: cese de usurpación, gobierno de transición y elecciones libres".

## Conferencia
La conferencia se convocó el 7 de febrero, según lo programado, y asistieron representantes a nivel ministerial de todas las naciones que previamente se informaron como participantes. Las discusiones fueron abiertas por el presidente de Uruguay, Tabaré Vázquez, y la alta representante de la Unión Europea para Asuntos Exteriores y Política de Seguridad, Federica Mogherini.
Al final del día, los estados participantes, con la excepción de Bolivia y México, acordaron formar el Grupo de Contacto Internacional sobre Venezuela y emitieron una declaración firmada conjuntamente que pedía que se realizaran nuevas elecciones en Venezuela.
Bolivia se opuso a la declaración de Montevideo debido a su creencia de que los venezolanos deben determinar una manera de salir de la crisis sin participación externa. Según la delegación de México, ese país no podía apoyar la declaración de Montevideo debido a una prohibición constitucional mexicana de interferencia en la política interna de estados extranjeros.

## Grupo de Contacto Internacional
El Grupo de Contacto Internacional (GIC) reconoció a Juan Guaidó como presidente del Parlamento, después de la elección de la Comisión Delegada de la Asamblea Nacional de Venezuela de 2020, describiendo la elección de su rival Luis Parra como ilegítima.